# 雷索希爾卡 (梅吉比日市鎮)
49°22′27″N 27°25′14″E / 49.37417°N 27.42056°E
雷索希爾卡（烏克蘭語：Лисогірка）是位於烏克蘭西部的村莊，由赫梅利尼茨基州裡赫梅利尼茨基區的梅吉比日市鎮負責管轄。該村面積2.86平方公里，海拔高度306米，854，人口密度每平方公里380.7人。